# میشائل مارکور
میشائل مارکور (آلمانی: Michael Marcour؛ زادهٔ ۱ ژانویهٔ ۱۹۵۹) قایقران قایق بادبانی اهل آلمان غربی است.